# Skorradalsvatn
Der Skorradalsvatn ist ein See im Westen von Island. Er liegt im Gemeindegebiet von Skorradalur.

## Geografie und Geschichte
Er befindet sich in einem schmalen Tal zwischen dem Hvalfjörður und dem Reykholtsdalur. Seine Länge beträgt knapp 16 km, er ist bis zu 1 km breit und hat eine Gesamtfläche von 14,7 km². Die maximale Tiefe beträgt 48 m.
Die Berge im Norden des Sees erreichen eine Höhe von bis zu 450 m (Skorradalsháls). Im Süden des Sees befinden sich höhere Berge, wie die Skarðsheiði (1053 m). Die Ufer des Sees wurden aufgeforstet.
In früherer Zeit führte der Weg nach Þingvellir am Skorradalsvatn vorbei. Dieser alte Pfad, der heute noch manchmal zum Trekking genutzt wird, überquert im Südosten die Berge Richtung Kaldidalur. Dort mündet auch der kleine Fluss Fitjaá in den See.
Erreichbar ist der Skorradalsvatn heute hauptsächlich über Schotterpisten. Orte findet man an seinen Ufern nicht, dafür aber zahlreiche Wochenendhäuser.
Im See kann man Forellen fischen. Durch teilweises Aufstauen wurde die Fauna des Skorradalsvatn jedoch beeinträchtigt, es kam zu einem Fischsterben.

## Sage
Eine alte Sage erzählt von einer Schlange, die ein Bauernmädchen gefangen hätte. Sie sei ihm aber entwischt und zu einem riesigen Wurm angewachsen, der nun im See leben soll (vgl. Seeungeheuer).